# Stortjärnen (Undersåkers socken, Jämtland)
Stortjärnen är en sjö i Åre kommun i Jämtland och ingår i Indalsälvens huvudavrinningsområde. Sjön har en area på 0,191 kvadratkilometer och ligger 517,3 meter över havet.

## Delavrinningsområde
Stortjärnen ingår i det delavrinningsområde (703597-138373) som SMHI kallar för Ovan 703789-138408. Medelhöjden är 527 meter över havet och ytan är 7,56 kvadratkilometer. Det finns inga avrinningsområden uppströms utan avrinningsområdet är högsta punkten. Vattendraget som avvattnar avrinningsområdet har biflödesordning 3, vilket innebär att vattnet flödar genom totalt 3 vattendrag innan det når havet efter 299 kilometer. Avrinningsområdet består mestadels av skog (79 procent) och sankmarker (15 procent). Avrinningsområdet har 0,19 kvadratkilometer vattenytor vilket ger det en sjöprocent på 2,5 procent.